# UB-14号潜艇
陛下之UB-14号艇是德意志帝国海军于第一次世界大战期间建造的其中一艘UB-I型近岸作战潜艇或称U艇。它由不来梅的威悉船厂承建，自1914年11月7日开始铺设龙骨。其全长略小于28米，水面及水下排水量分别为127吨和141吨，艇载武器除两具450毫米的艇艏鱼雷发射管外，还有一挺安装在甲板上的机枪。完工后的艇体被拆解成若干部分并通过铁路运输至奥匈帝国港口普拉进行重新组装。它于1915年3月下水并以UB-14号之名交付使用。
由于德国与意大利在UB-14号入役时尚未交战，因此它在名义上会使用奥匈帝国海军的战术编号——U-26号（德語：SM U 26）。该艇保留了德籍艇长和水兵，并作为普拉区舰队的成员继续受德国指挥。在亚得里亚海的第一次巡逻期间，UB-14号便用鱼雷击沉了意大利装甲巡洋舰阿马尔菲号。而在前往君士坦丁堡加入君士坦丁堡半区舰队的途中，UB-14号又攻击了两艘英国运兵船，导致皇家爱德华号伴以大量人员伤亡而沉没，并重创南国号。其全部三艘首批受害者均为一战期间遭U艇袭击的最大型船舶之一。尽管UB-14号还于1915年11月在马尔马拉海击沉了英国潜艇E20号，但它余下的服役生涯大部分时间都是在黑海巡逻。该艇在那里取得的战功有限，至战争结束时仅击沉了三艘船。战后，UB-14号在塞瓦斯托波尔缴械投降，并于1919年初在当地凿沉。

## 设计及建造
在第一次世界大战初期，随着德意志帝国陆军沿北海海岸快速推进，比利时佛兰德沿岸的安特卫普、泽布吕赫和奥斯坦德等港口相继落入德国人手中，这大大方便了德军潜艇遣出英吉利海峡的作战行动。然而，帝国海军当时却缺乏适合在佛兰德周边狭窄的浅海中行动的U艇。为此，1914年8月中旬开始设计的“34号工程”催生出了UB-I型潜艇，这是一种可以通过铁路运输发往作战港口并能够迅速组装的小型近岸潜艇。为满足铁路限界的要求，UB-I型的设计需要艇长在28米左右，排水量约125吨，并装备两具鱼雷发射管。UB-14号作为由国家海军办公室委托不来梅威悉船厂建造的首批7艘UB-I型潜艇（UB-9至UB-15号）中的一部分，于1914年10月15日订购，此时距离该艇型的设计启动尚不足两个月。
UB-14号自1914年11月9日开始铺设龙骨。竣工时，UB-14号的全长为27.88米，舷宽3.15米，有3.03米的吃水深度。它搭载有一台功率为44千瓦特（59匹軸馬力）的科尔庭四缸四冲程柴油发动机用于水面运行，以及一台89千瓦特（119匹軸馬力）的西门子-舒克特电动发电机用于水下航行；两者都与一副单螺旋桨轴相连，可分别提供最高7.45節（13.80每小時）的水面航速和最高6.24節（11.56每小時）的水下航速。在更匀速的状态下，它可以连续在水面航行1,500海里（2,800）而无需加油，或连续在水下航行45海里（83）而无需充电。与同型的所有姊妹艇一样，UB-14号的潜航深度为50米，可以在33秒内完全潜入水中。
在武器装备方面，UB-14号内置有两具450毫米的艇艏鱼雷发射管，可装载2枚C/03型鱼雷，舰桥前部的甲板上则设有一挺可拆卸的8毫米机枪。其标准船员编制为1名军官加13名水兵。

## 下水及入役
大多数UB-I型潜艇都是先通过铁路运至作战港口，再在当地组装、下水、海试和入役。但有关UB-14号的信息表明，它可能没有像其他大多数艇只那样遵循这种模式。根据多个消息来源，UB-14号于1915年3月23日下水，并于3月25日在首次担任U艇艇长、时年25岁的海军中尉海诺·冯·海姆堡的指挥下正式投入德意志帝国海军服役。这些消息来源并未提及UB-14号当时的下落，但有关该艇后来装运和抵达地中海的信息表明，它最初的下水和试航可能在德国进行。
UB-14号于1915年6月通过铁路运往位于普拉的奥匈帝国海军基地，抵达日期为12日。铁运的过程包括将潜艇拆解成一个实质上的散装套件。每艘艇被分成大约15块，其中艇体分解为三部分装在平车上，舰桥、蓄电池和上层建筑中的相关设备装入另外五节车厢中。在新成立的“普拉潜艇特遣队”（U-Boot-Sonderkommandos Pola）主管、海军上尉汉斯·亚当的监督下，德国的工程师和技术人员也陪同德国潜艇前往普拉。通常情况下，UB-I型的组装过程需时两至三周。
当UB-14号运往奥匈帝国时，海姆堡海军中尉及其德国船员被临时调往另一艘驻普拉的姊妹艇UB-15号。该艇在随后以U-11号的名义移交奥匈帝国海军之前，曾短暂在德意志帝国海军服役。海姆堡及其德国船员连同一名奥地利军官，在UB-15号的首次巡逻中便击沉了意大利潜艇美杜莎号，获得了宝贵的经验。UB-15号/U-11号于6月16日正式交付奥匈帝国海军，而海姆堡及其船员则提前于6月21日整体回迁至尚未完成组装的UB-14号。

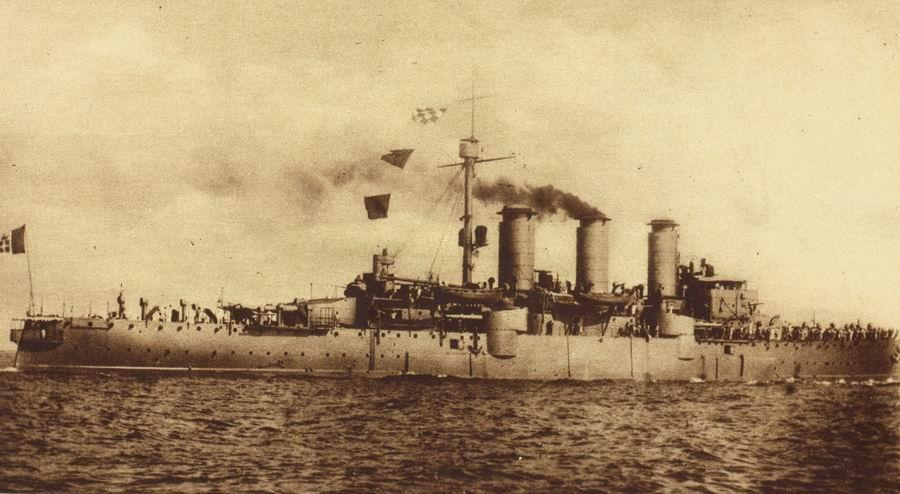
意大利巡洋舰阿马尔菲号在UB-14号首次巡逻时被击沉

第一次世界大战爆发后，意大利拒绝加入其三国同盟伙伴德国和奥匈帝国对协约国宣战，并选择保持中立。但迫于英国和法国的压力，意大利还是于1915年4月26日秘密签署了《伦敦条约》。该条约规定，意大利将在战争结束后以获得领土为报酬，退出三国同盟，并在一个月内对同盟国宣战。由于意大利最初只对奥匈帝国宣战，德国与意大利并未正式交战。因此，在亚得里亚海乃至地中海作战的德国潜艇都使用奥匈帝国编号，并在袭击意大利船舶时悬挂奥匈帝国军旗；UB-14号被指定为“U-26号”编入奥匈海军序列，但事实上仍然由德国完全控制。根据历史学家劳伦斯·桑德豪斯的说法，这种双重编号系统反映了两国在潜艇方面的密切合作，却使两国海军的潜艇难以区分。
7月1日，UB-14号加入普拉区舰队，并在不久之后展开其首次巡逻。7月6日至7日夜间，不久前被部署至威尼斯的意大利装甲巡洋舰群在普拉附近进行了一次“战斗侦察”，试图阻吓奥匈帝国未来对意大利海岸的出击。当意大利舰群于7日凌晨撤退时，UB-14号距离威尼斯仅约20海里（37）。黎明时分，装甲巡洋舰阿马尔菲号与UB-14号不期而遇，遂遭鱼雷命中。阿马尔菲号迅速开始向左舷倾侧，并在30分钟内沉没，损失67人。排水量达10118吨的阿马尔菲号是战争期间遭U艇击沉的最大舰船之一。UB-14号则毫发无损地逃离现场。

## 爱琴海

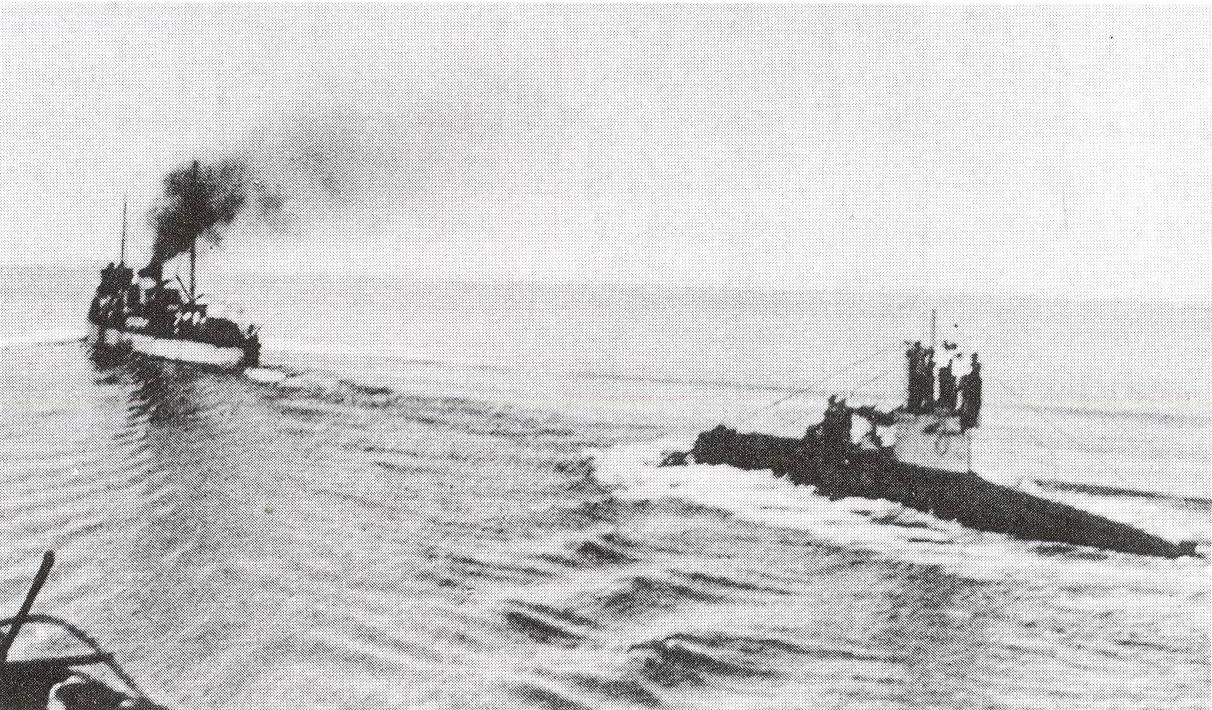
UB-14号被拖往奧特朗托海峽

恩维尔帕夏和其他奥斯曼帝国领袖一直恳求他们的德国和奥匈帝国盟友派遣潜艇至达达尼尔海峡，帮助攻击正在重创土耳其阵地的英国和法国舰队。作为德国回应的一部分，UB-14号受命前往君士坦丁堡与U-21号会合；并加入UB-7、UB-8、UC-13和UC-15号所在的君士坦丁堡半区舰队。由于设在博德鲁姆的中途加油点超出了航程极限，UB-14号遂于1915年7月15日由一艘奥匈帝国驱逐舰拖行离开普拉。随后，UB-14号的发动机和陀螺罗经在克里特岛附近发生故障，导致艇只在水中停了一段时间，但通过船员的临时修理使该艇得以于24日到达博德鲁姆。一支来自君士坦丁堡的维修团队被派往协助UB-14号，但他们不得不乘坐火车和骆驼抵达，使潜艇直至8月13日才得以准备好继续航行。

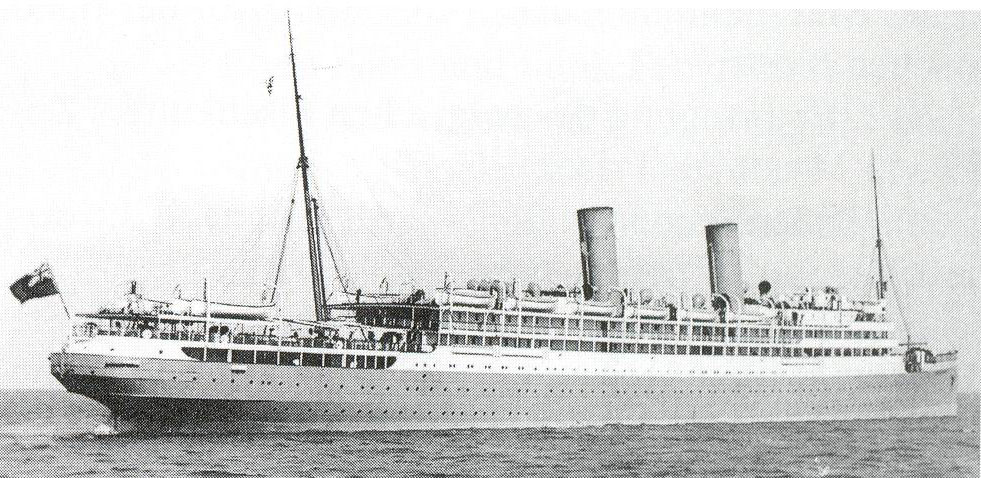
皇家爱德华号运兵船于1915年8月遭UB-14号击沉，损失900多人

离开博德鲁姆后不久，UB-14号便通过了希腊的科斯岛；当驶至尼西罗斯岛附近时，海姆堡发现了几艘潜在的猎物。第一艘是英国医疗船苏丹号（HMHS Soudan），正从达达尼尔海峡驶向亚历山大港。海姆堡正确识别出该船的医疗标识，允许苏丹号不受干扰地通过。然而下一艘船便没有这般幸运了，那是无护航的皇家爱德华号——一艘被迫执行运兵任务的加拿大远洋客轮。皇家爱德华号朝苏丹号的反向前进，从亚历山大港至达达尼尔海峡，并搭载着英国第29步兵师的增援部队和一小群皇家军医部队——他们全部前往加里波利。海姆堡从大约1海里（1.9）外发射了两枚鱼雷中的一枚，击中皇家爱德华号的船艉；该船在六分钟内从艉部沉开始没，造成大量人员伤亡。苏丹号和附近其它几艘船营救了近700人，但仍有900多人罹难。皇家爱德华号的容积总吨为11117吨，同样是一战中遭U艇击沉的最大舰船之一。在躲避包括两艘法国驱逐舰在内的救难船时，UB-14号的罗盘再度失灵，迫使其于15日上午返回博德鲁姆。

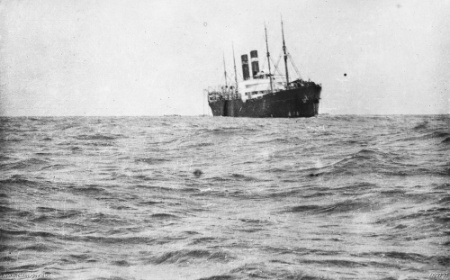
被UB-14号鱼雷击中后的祖国号远洋客轮 (1900年)

在博德鲁姆完成维修后，UB-14号继续与需要前往君士坦丁堡的乘客——罗伊斯幼系亲王亨利二十七世一同出行。在向北航行的过程中，UB-14号在利姆诺斯岛对开约30海里（56）附近遇到了另一艘满载的运兵船。9月2日09:51，海姆堡向英国运兵船南国号发射了一枚鱼雷——该船搭载的大部分为澳大利亚部队，正向加里波利驶去。鱼雷击中了南国号的右舷船艏，该船立即开始朝此方向倾斜。当人们登上救生艇准备弃船时，另一枚鱼雷又险些击中这艘受损船舶。英国水上飞机母舰吾心之姝号迅速赶到袭击现场，从水中救出近700人。医疗船诺伊拉利亚号（Neuralia）也在现场救出多人。大约40名志愿者留在南国号上协助船员，并在吾心之姝号的拖曳帮助下将船拖至利姆诺斯岛搁滩。总共有不到40人在袭击中丧生；南国号的其中一位詹姆斯·马丁在不足两个月后去世，成为已知在战争中死亡的最年轻澳大利亚人。这艘受害船舶受到严重损坏，但后来得到修复并恢复使用。与UB-14号的前两个目标一样，南国号也是战争中被U艇击中的最大舰船之一，它们甚至还是海姆堡及UB-14号在服役生涯中击沉的最大三艘船。

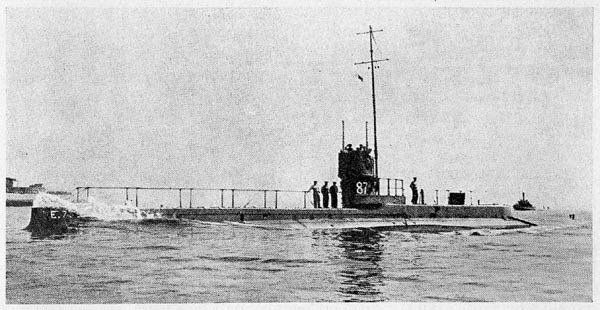
1915年9月，UB-14号的指挥官协助摧毁了英国E7号潜艇（图），其姊妹艇E20号潜艇也于11月遭UB-14号击沉

对南国号的攻击结束后，UB-14号再次出现故障，停靠在恰纳卡莱等待维修。在当地，于9月4日传来了英国潜艇E7号在纳拉角附近被土耳其防潜网缠住的消息。海姆堡、亨利亲王和UB-14号的一名炊事兵遂搭乘一艘划艇前去观察土耳其人试图摧毁E7号的情况。在防潜网的几枚挂雷被引爆也无济于事之后，海姆堡和他的小队划向事发地点并反复投下铅垂，直至它接触到金属。然后，海姆堡在E7号的顶部投下一枚缩短了引信的土耳其沉坠雷。随着这枚手抛式水雷在E7号近距离引爆，英国艇长不得不下令将其潜艇浮出水面、弃艇并凿沉。在土耳其岸基炮台的炮火和E7号凿沉装药的夹击下，海姆堡及其小队侥幸逃脱。虽然大多数资料都将E7号的沉没归功于奥斯曼土耳其人，但作者罗伯特·斯特恩认为，海姆堡和UB-14号应该对E7的消亡负有部分责任。

## 黑海
UB-14号的维修工作完成后，它继续前往君士坦丁堡，并于1915年10月3日开始从当地出发前往黑海巡逻。在这次巡逻期间，海姆堡于7日在塞瓦斯托波尔西北约15海里（28）处用鱼雷击沉了474总吨的俄罗斯轮船卡特娅号（Katja），又于8日在克森尼索角以南约24海里（44）处击沉了被俄罗斯帝国海军没收的比利时轮船阿普舍龙号（Apscheron）。在19日返回君士坦丁堡后，UB-14号准备在黑海展开另一次巡逻。然而，就在按计划出发之前，队部将这艘U艇的目的地从黑海改为马尔马拉海，海姆堡遂于11月5日率UB-14号向南航行。当UB-14号于11月30日泊港时，奥斯曼土耳其部队缴获了法国潜艇绿松石号，并得到了艇内未及销毁的机密文件。在绿松石号被俘时，其艇长没有向任何人发出求救信号，因此，除了绿松石号本身或德国人和土耳其人之外，所有人都以为它与英国潜艇E20号仍将按计划会合。UB-14号被派去保持会合，据报道，它甚至用最新的英国电码发送了无线电信息。抵达指定地点后，UB-14号浮出水面，在相距500米的范围内向E20号发射了一枚鱼雷。直至E20号的船员看见鱼雷时，他们才意识到事情有诈，但为时已晚，无法避开袭击。鱼雷命中了E20号的司令塔并击沉潜艇，造成21人阵亡。UB-14号则救出了9名船员，其中包括E20号的艇长，据报道，他在袭击发生时正在刷牙。
12月，海军中尉阿布雷希特·冯·德维茨接替海姆堡成为UB-14号的艇长，但至1916年2月上旬，海姆堡又恢复了指挥权。没有消息源提及UB-14号从1915年11月至翌年5月之间的活动，但据保罗·哈尔彭表示，UB-14号曾于1916年5月底至6月初在特拉布宗附近的黑海巡逻，未能取得任何成果。

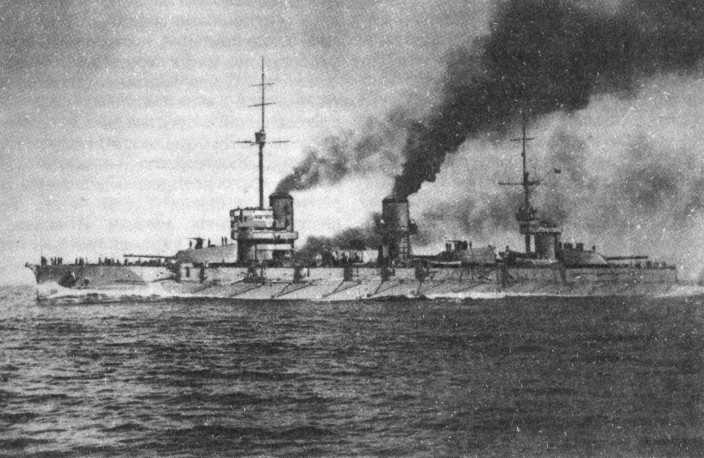
1916年7月，UB-14号对俄国玛利亚皇后号战列舰的攻击被其驱逐舰的掩护群所挫败

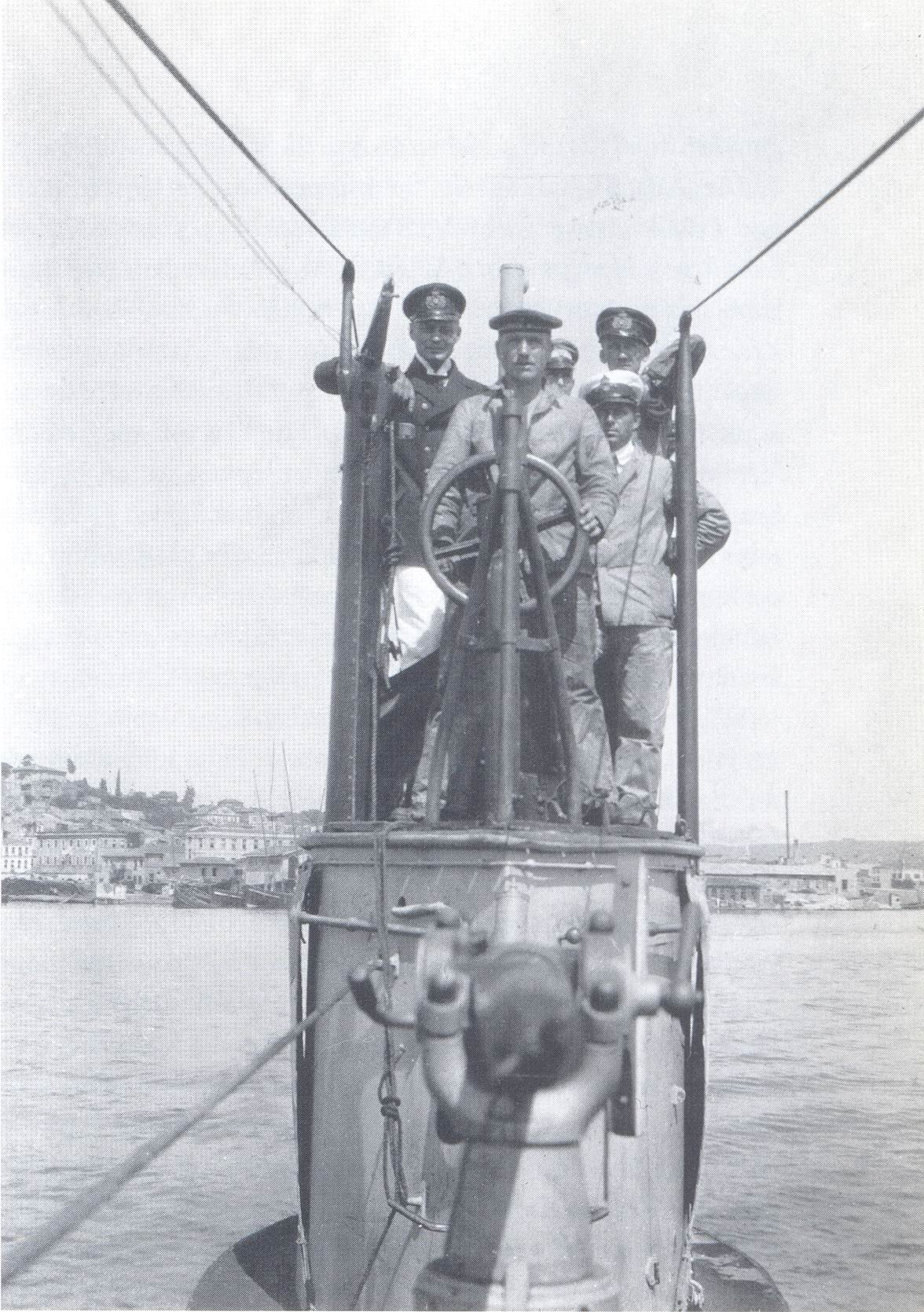
UB-14号官兵合影，左一为艇长施瓦茨海军中尉

1916年6月17日，海姆堡被召回德国，以指挥即将入役的UC-22号潜艇；UB-14号艇长则由首次指挥U艇的海军中尉库尔特·施瓦茨接任。施瓦茨就任后不久，UB-14号便受命对7月将在黑海东部出击的奥斯曼大巡洋舰严君苏丹塞利姆号及小巡洋舰米迪利号提供支援。由于基地设在塞瓦斯托波尔的俄国舰队可能有机会切断执行任务的奥斯曼军舰，UB-14号遂被派往塞瓦斯托波尔附近的驻地。当俄国舰队出动时，施瓦茨曾试图发射鱼雷攻击玛利亚皇后号战列舰，但被俄国无畏舰的驱逐舰阵幕群发现并驱离。
随着罗马尼亚于8月加入三国协约而参战并迅速被同盟国占领，1916年下半年，俄罗斯主要致力于集中在黑海西部活动。鉴于德国潜艇从未真正在黑海取得过重大成就，德国人在1917年2月恢复无限制潜艇战后决定暂时放弃黑海，转而投向目标更为丰富的地中海。关于UB-14号于1916年下半年和1917年头几个月的行踪与活动没有任何来源报道。
1917年5月28日，海军中尉恩斯特·乌尔里希取代施瓦茨出任UB-14号艇长，不久之后，该艇便展开了这一年德国在黑海的首次巡逻。6月5日，UB-14号在波季北部海域击沉了155总吨的俄罗斯帆船卡拉松达号（Karasunda）；这也是最后一艘被计入UB-14号战功的船舶。除了指出博多·埃勒克海军中尉于1918年3月接替乌尔里希的岗位之外，UB-14号从1917年6月至1918年11月之间的活动同样没有任何来源提及。
1918年3月，随着推翻帝制的俄罗斯苏维埃联邦社会主义共和国与同盟国签订《布列斯特-立陶夫斯克条约》并退出战争，同盟国军队包围并占领了塞瓦斯托波尔港口。当德国于11月11日签署停战协定、结束了所有战事时，UB-14号仍在塞瓦斯托波尔服役。它与另外三艘隶属君士坦丁堡半区舰队的潜艇于11月25日被解除武装。至1919年初，UB-14号在塞瓦斯托波尔附近的黑海自沉。

## 袭击历史摘要
| 日期          | 船名         | 船籍                 | 吨位              | 结局 |
| ------------- | ------------ | -------------------- | ----------------- | ---- |
| 1915年7月7日  | 阿马尔菲号   | 意大利皇家海军       | 10118             | 击沉 |
| 1915年8月13日 | 皇家爱德华号 | 加拿大               | 11117             | 击沉 |
| 1915年9月2日  | 南国号       | 英國皇家海軍         | 11899             | 击伤 |
| 1915年10月7日 | 卡特娅号     | 俄羅斯               | 474               | 击沉 |
| 1915年10月8日 | 阿普舍龙号   | 俄羅斯               | 1864              | 击沉 |
| 1915年11月6日 | E20号        | 英國皇家海軍         | 725               | 击沉 |
| 1917年6月5日  | 卡拉松达号   | 俄羅斯               | 155               | 击沉 |
|               |              | 击沉： 击伤： 总计： | 24453 11899 36352 |      |

## 脚注
1. 1 2 3 4 5  Helgason, Guðmundur. . German and Austrian U-boats of World War I - Kaiserliche Marine - Uboat.net.   [2009-02-19].
2. 1 2  Tarrant，第172頁.
3. 1 2  . 美丽华船舶索引.   [2009-04-14].
4. ↑  Gröner 1991，第22-23頁.
5. ↑  Gardiner，第180頁.
6. 1 2 3 4 5  Helgason, Guðmundur. . German and Austrian U-boats of World War I - Kaiserliche Marine - Uboat.net.   [14 April 2009].
7. 1 2  Helgason, Guðmundur. . German and Austrian U-boats of World War I - Kaiserliche Marine - Uboat.net.   [14 April 2009].
8. 1 2  Helgason, Guðmundur. . German and Austrian U-boats of World War I - Kaiserliche Marine - Uboat.net.   [2009-04-14].
9. 1 2  Helgason, Guðmundur. . German and Austrian U-boats of World War I - Kaiserliche Marine - Uboat.net.   [14 April 2009].
10. 1 2  Helgason, Guðmundur. . German and Austrian U-boats of World War I - Kaiserliche Marine - Uboat.net.   [14 April 2009].
11. 1 2 3  Miller，第46–47頁.
12. ↑  Karau，第48頁.
13. 1 2 3 4  陈进，第45頁.
14. ↑  Miller，第458頁.
15. ↑  Williamson，第12頁.
16. 1 2 3  Karau，第49頁.
17. ↑  Helgason, Guðmundur. . German and Austrian U-boats of World War I - Kaiserliche Marine - Uboat.net.   [2009-03-04].
18. 1 2 3 4 5 6 7  Stern，第26頁.
19. ↑  Koburger，第84頁.
20. ↑  Koburger，第82–83頁.
21. ↑  Messimer，第126–127頁.
22. ↑  Stern，第24頁.
23. ↑  Stern，第24–26頁.
24. ↑  Sokol，第109頁.
25. ↑  Sondhaus，第279頁.
26. ↑  The Independent，第75頁.
27. 1 2 3  Helgason, Guðmundur. . German and Austrian U-boats of World War I - Kaiserliche Marine - Uboat.net.   [2009-04-14].
28. ↑  Halpern，第116頁.
29. ↑  Tarrant，第23頁.
30. ↑  Miller，第48頁.
31. ↑  Williamson，第13頁.
32. ↑  Halpern，第149頁.
33. ↑  Wise & Baron，第75–76頁.
34. 1 2 3  Wise & Baron，第77頁.
35. ↑  Tennent，第36–37頁.
36. ↑  Hendrickson，第270頁.
37. ↑  Gilbert，第185页頁.
38. 1 2  Stern，第27頁.
39. ↑  . Australian War Memorial.   [2009-04-14]. （原始内容存档于2012-03-11）.
40. 1 2  Piper，第163–164頁.
41. 1 2 3  Helgason, Guðmundur. . German and Austrian U-boats of World War I - Kaiserliche Marine - Uboat.net.   [2022-03-09].
42. ↑  . Australian War Memorial.   [2009-04-14]. （原始内容存档于2012-03-11）.
43. ↑  . London Gazette. 16 November 1915.
44. ↑  . Boy Soldiers on the Roll of Honour. Australian War Memorial.   [2009-04-14]. （原始内容存档于2012-04-16）.
45. 1 2 3  Helgason, Guðmundur. . German and Austrian U-boats of World War I - Kaiserliche Marine - Uboat.net.   [2009-04-14].
46. ↑  Stern，第29頁.
47. ↑  Stern，第29–30頁.
48. ↑  Stern，第33頁.
49. ↑  Stern，第38頁.
50. 1 2  Stern，第30頁.
51. ↑  Helgason, Guðmundur. . German and Austrian U-boats of World War I - Kaiserliche Marine - Uboat.net.   [2009-04-14].
52. ↑  Helgason, Guðmundur. . German and Austrian U-boats of World War I - Kaiserliche Marine - Uboat.net.   [2009-04-14].
53. ↑  Stern，第31頁.
54. ↑  Grant，第33頁.
55. 1 2  Stern，第32頁.
56. ↑  Helgason, Guðmundur. . German and Austrian U-boats of World War I - Kaiserliche Marine - Uboat.net.   [14 April 2009].
57. 1 2  Stern，第34頁.
58. ↑  Halpern，第244頁.
59. ↑  Halpern，第245頁.
60. ↑  Halpern，第247頁.
61. ↑  Halpern，第249頁.
62. ↑  Halpern，第253頁.
63. ↑  Helgason, Guðmundur. . German and Austrian U-boats of World War I - Kaiserliche Marine - Uboat.net.   [2009-04-14].
64. ↑  陈进，第268頁.
65. ↑  Gibson & Prendergast，第332頁.